# Борисоглібський бір
Борисоглібський бір — ботанічний заказник місцевого значення. Об'єкт розташований на території Балаклійського району Харківської області, Високобірське лісництво, квартал 129: виділ 19, 21.
Площа — 2,9 га, статус отриманий у 1998 році.
Охороняється ділянка колекційних насаджень екзотичних дерев та кущів, створена у 60-х роках ХХ ст. Колекція налічує понад 80 видів рослин: горіх, ірга, ялівець, черемха звичайна, глід, горобина, виноград, кизил справжній та обліпиха крушиновидна. 
Більшість порід добре адаптувались, цвітуть, плодоносять та розмножуються.